# Мысловский, Пётр Николаевич
Пётр Николаевич Мысловский (1777—1846) — протоиерей Казанского собора в Санкт-Петербурге, духовник многих декабристов, склонивший их к покаянию.

## Биография
Дата рождения строго не установлена и варьирует от 15 июля 1776 до 11 июля 1778 года (упоминается также дата — 16 января 1777). Родился в городе Валдае. Отец — валдайский протоиерей Н. П. Мысловский. Получил сначала домашнее образование, а в 1789—1796 годах учился в Александро-Невской семинарии. Был дьяконом в Валдайской Введенской церкви. В 1797 и 1800 годах дважды ненадолго был переведён в Новгород. В 1802 году получил место второго дьякона в  Казанском соборе в Санкт-Петербурге. В 1808 — протодьякон этого собора, в 1810 — его же иерей (проживал в Доме Казанского собора на углу Невского проспекта и Казанской улицы) .
В 1802 году на годовщину воцарения преподнёс Александру I оду собственного сочинения, после чего на него было обращено «высочайшее внимание». Благодаря этому, начиная с 1804 года, Мысловский одновременно со службой в Казанском соборе был и придворным священнослужителем. Позднее служил во многих домовых храмах Петербурга. В 1812 году он был назначен депутатом от Санкт-петербургского духовенства «по всем присутственным губернским местам». С 1818 по 1822 год — законоучитель кантонистов при Военно-типографском депо Генерального штаба. В те же годы приступил к службе в качестве тюремного исповедника для «приведения в раскаяние» наиболее опасных и закоренелых преступников. Эти свои обязанности, обычно, исполнял с успехом.

### Мысловский и декабристы
«Комиссия для изыскания о злоумышленных обществах», расследовавшая дело декабристов, поручила отцу Петру посещать в Петропавловской крепости арестованных заговорщиков после того, как с задачей наладить с ними контакт не справился священник Петропавловского собора отец Стахий Колосов.
Князь С. П. Трубецкой вспоминал: «отец Пётр был, видимо, неприязненно настроен против арестованных, но когда в течение Великого поста он от большей части из них принял исповедь, расположение его совершенно изменилось, он сделался их другом и вёл себя в отношении всех, которые принимали его с благорасположением, как истинный служитель алтаря, исполненный христианского милосердия». Мысловскому удалось сыскать доверие и расположение многих из декабристов, в том числе Е. П. Оболенского, Н. И. Лорера и других. И. Д. Якушкин, считая себя человеком неверующим и нецерковным, отказывался принимать причастие и исповедоваться. Однако Мысловскому удалось уговорить его исповедоваться после продолжительных усилий, чем позднее отец Пётр очень гордился, рассматривая это как одну из вершин своих духовных свершений. Мысловскому удалось отговорить М. И. Муравьева-Апостола от самоубийства, и тем самым спасти ему жизнь.
Трое приговорённых к смерти, К. Ф. Рылеев, М. П. Бестужев-Рюмин и С. И. Муравьев-Апостол, хорошо отзывались о Мысловском в своих последних предсмертных письмах и завещаниях. Лютеранин по вероисповеданию, П. И. Пестель, прямо на эшафоте попросил отца Петра благословить его перед смертью. Существуют свидетельства, что, когда повторно вешали троих сорвавшихся с виселицы декабристов, Мысловский потерял сознание. По другим рассказам, он безуспешно пытался предотвратить повторную казнь.
В то время, когда на следующий день после повешения пятерых заговорщиков на Петровской площади служили благодарственный молебен за «ниспровержение крамолы», отец Пётр, оставшись в Казанском соборе, отслужил панихиду по казнённым.
Как во время следствия, так и позднее, Мысловский поддерживал семьи заключенных. Его поддержка выходила за рамки и как духовного попечения узников, он передавал тайно письма и устные известия родным, сообщал об сроках отправки по этапу в Сибирь, и даже провожал некоторых из осуждённых (например, И. Д. Якушкина и М. И. Муравьева-Апостола).
Вместе с тем многие из декабристов относились к нему весьма настороженно, если не отрицательно (Н. В. Басаргин, Д. И. Завалишин, М. С. Лунин, П. А. Муханов). Сестра П. А. Муханова, Елизавета Александровна Шаховская (1803—1836), считала, что Мысловский был «агентом государя, шпионом, который испортил жизнь многих доверившихся ему».
Следственная комиссия сочла деятельность Мысловского в высшей степени успешной и полезной: «трудами своими, терпением и отличными способностями действовал с успехом на сердца преступников, многих из них склонил к раскаянию и обратил к вере». За заслуги перед отечеством в день казни декабристов отец Пётр получил орден Святой Анны, в конце 1826 года стал протоиереем. Спустя два года, в 1828 году, избран «как знаток церковнославянского языка и проповедник» членом Российской Академии (в 1841 году переведён в почётные члены Петербургской Академии Наук).

### В Николаевское время
Тогда же, 1826 году, рассматривался как один из возможных кандидатов в учителя закона Божьего для наследника, великого князя Александра Николаевича. Но воспитатель наследника В. А. Жуковский счёл необходимым предпочесть кандидатуру о. Герасима Павского. О Петре Мысловском Жуковский писал: «Он человек достойный по твердому характеру, по уму и по сердцу. Но этого мало: нужно иметь при характере и большие сведения по богословию».
В последующие годы отец Петр занимал должность старшего законоучителя в женском Патриотическом институте (где в 1828—1832 годы училась Анастасия Рылеева, дочь казненного декабриста).
Умер 6 марта 1846 года.